# 岩橋武夫

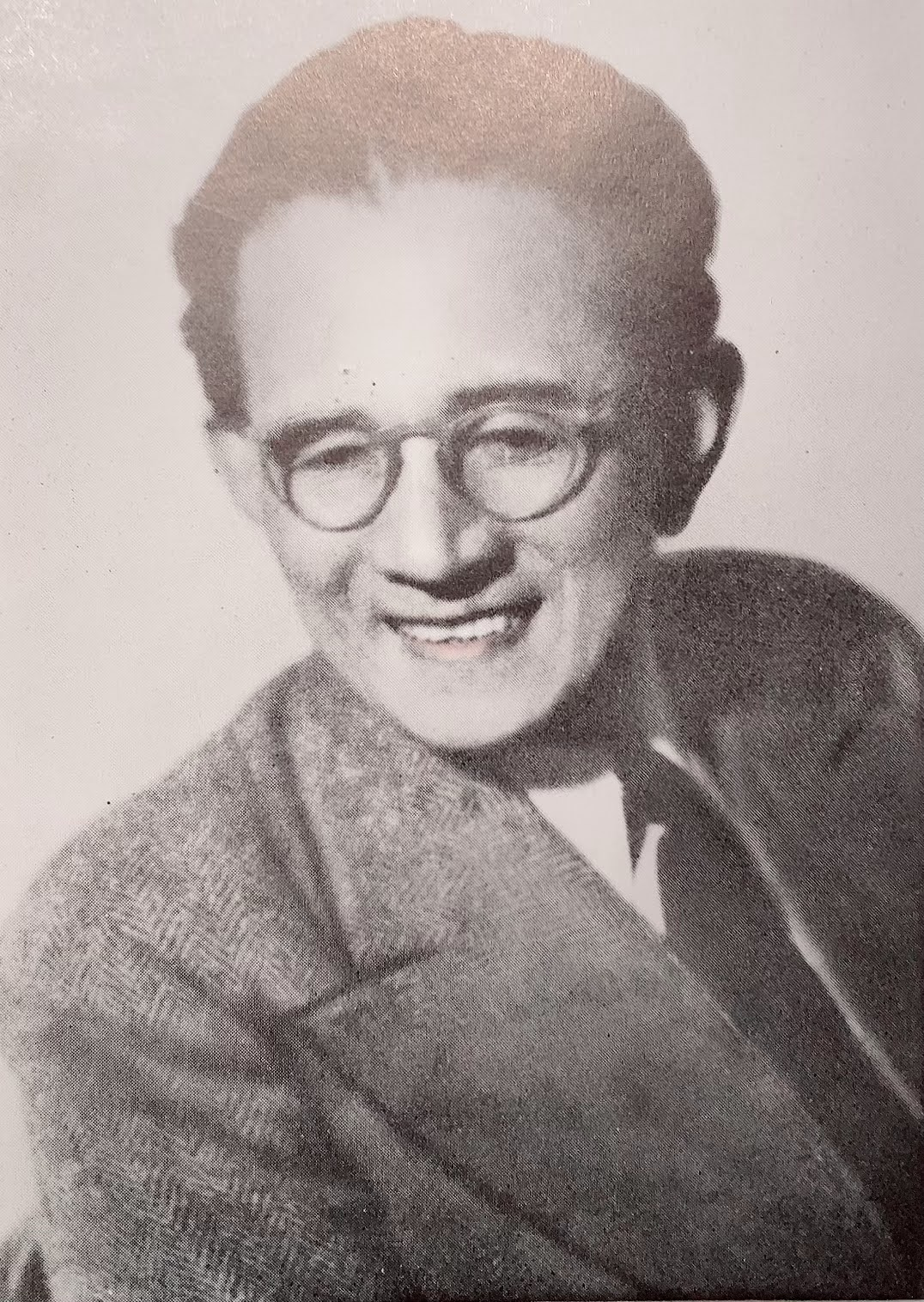
岩橋武夫の肖像

岩橋武夫（いわはし たけお、1898年〈明治31年〉3月16日 - 1954年〈昭和29年〉10月28日）は、日本の社会事業家、エスペランティスト、大学教授、小説家。盲人の点字習得による医学学習を提唱し、日本盲人会連合を結成、ヘレン・ケラーを日本に招聘するなど盲人環境の向上に寄与した視覚障害当事者。
大阪市生まれ。妻はキヲ。随筆家の寿岳しづは実妹。教え子に本間一夫がいる。

## 来歴
- 1898年3月16日、農商務省大阪鉱山監督署の官吏・岩橋鉱業相談所社長である岩橋乙吉、山本ハナの長男として[3]大阪で生まれる。
- 1910年3月、12歳で大阪市東区南大江尋常小学校を卒業。同年4月には大阪府天王寺中学に入学。天王寺中学野球部のエースピッチャーとして活躍する傍ら、美術に傾倒し、タゴールの神秘主義画法を会得し、将来は画家として生計を立てていこうと考える。
- 1916年、18歳で早稲田大学理工科採鉱冶金科に入学。在学中に網膜はく離のために失明。失意から二度の自殺未遂を繰り返す[1]。翌年、早大を中退。
- 1918年4月、20歳にして「新しい人生を開拓する」決意で按摩を志し、大阪市立盲唖院に入学。岩橋は大阪市立盲の嘱託教員橋本喜四郎から、点字の読み書きとジョン・ミルトン、ヘンリー・フォーセット、ヘレン・ケラーら視覚障害者偉人について学んだ。学校で関西学院大学卒業生・日本メソヂスト教会市岡教会牧師である熊谷鉄太郎の講演を聞いたことを契機に岩橋は熊谷から「ヨハネの福音書」を用いて英語を学ぶ関係となった。岩橋は熊谷の勧めで関西学院大受験を目指し[4]、大阪市立盲を二ヵ月後に退学。[5]
- 1919年4月、21歳で関西学院大学文学部英文科に入学し、ここで寿岳文章と知り合う。12月に亡命中のエスぺランティストであるヴァイスリー・エロシェンコが岩橋家に寄寓し、二人は友人となった。
- 1920年1月、22歳で、日本メソヂスト教会赤澤元造により大阪東部教会（現・大阪北梅田教会）でキリスト教の洗礼を受ける。また橋本喜四郎の紹介で[5]エスペラントを学び、国際主義へと開眼していった。[6]
- 1922年、24歳で、高尾亮雄、鳥居篤治郎、橋本喜四郎、小林卯三郎、杉江泰一郎らと東亜盲人文化協会を設立。同年、大阪中之島公会堂で全国盲人大会の運営主幹となる。
- 1923年、25歳で「ミルトンのソネット研究」を学士学位請求論文として提出[7]し関西学院大学を卒業。出身校である大阪市立盲学校教師となる（1935年まで）。
- 192５年から1927年まで、27歳から29歳までの間エディンバラ大学院に留学し、ジョン・ミルトンの『失楽園』を詩的形而上学の観点から研究。文学修士号を得る。本論文は、1933年に推敲を経て『失楽園の詩的形而上学』として刊行された。1925年には中学時代相思相愛であった初恋の幼馴染女性に再会するも、失明を理由として恋破れたことを描いた自伝的小説『動きゆく墓場』を出版。
- 1928年、30歳で関西学院大学専門部・英文学部の講師となる。 鳥居篤治郎と共に日本盲人エスペラント協会を創設する。
- 1933年、35歳の時、大阪盲人青年会が改称した大阪盲人協会の木村数一らの依頼を受けて、その会長に就任する。
- 1934年12月18日、ヘレン・ケラー宅を訪問。ヘレンに日本の障害者支援体制の呼びかけを要請する。後の日本ライトハウス設立のきっかけとなった。
- 1935年、点字刊行の大阪ライトハウスを設立し、館長（理事長）に就任する。
- 1936年、灯影女学院を設立し、学院長に就任する[8]。
- 1937年、ヘレンの初来日が実現する。
- 1944年、関西学院大学を退職する。
- 1948年、日本盲人会連合を結成し、会長に就任する。
- 1952年、日本盲人社会福祉施設協議会を結成、委員長に就任する。
- 1954年10月28日、持病の心臓性喘息が悪化し死去。享年56。日本盲人会連合会長、日本ヘレン・ケラー協会幹事長などを歴任。身体障害者福祉法制定に尽力した。

## 著書

### 単著
- 『動き行く墓場』警醒社、1925年12月。全国書誌番号:43051775。
- 『光は闇より』日曜世界社、1931年1月。 NCID BN11546373。
  - 『光は闇より』ライト・ハウス出版部、1947年12月。 NCID BN05875053。全国書誌番号:61006614。
  - 『光は闇より』日本ライトハウス〈盲人福祉 no.1〉、1969年10月。 NCID BN14185602。全国書誌番号:71001785。
  - 『光は闇より』日本図書センター〈障害とともに生きる 1〉、2000年12月。ISBN 9784820558828。 NCID BA50934563。全国書誌番号:20143613。
- 『私の指は何を見たか』日曜世界社〈岩橋武夫講演集 1〉、1931年3月。 NCID BN08114687。全国書誌番号:46078549。
- 『暗室の王者』日曜世界社〈岩橋武夫講演集 2〉、1932年3月。 NCID BA48811130。全国書誌番号:46078549。
- 『愛盲 盲人科学ABC』日曜世界社、1932年12月。 NCID BA38231407。全国書誌番号:46076746。
- 『母・妹・妻 女性に与ふ』日曜世界社、1933年10月。 NCID BA51122530。全国書誌番号:44069078。
- 『失楽園の詩的形而上学』基督教思想叢書刊行会、1933年5月。 NCID BN07404692。全国書誌番号:46093351。
- 『私の見た霊界と永生』日曜世界社、1935年6月。 NCID BN15202558。全国書誌番号:44011780。
- 『海なき灯台 興亜愛盲の栞』国民図書協会、1943年1月。 NCID BA45643459。全国書誌番号:46013404。
- 『地下水の如く』大阪府警察局勤務部動員課、1944年。全国書誌番号:46002450。
- 『ヘレン・ケラーと青い鳥』主婦之友社、1948年8月。 NCID BA55204728。全国書誌番号:45012674。
- 『ヘレン・ケラー伝』主婦之友社、1948年8月。 NCID BN12096239。全国書誌番号:48009102。
- 『創造的平和 クェーカーの思想と実践』同文館、1949年9月。 NCID BN15729546。全国書誌番号:49007738 全国書誌番号:51008732。
- 「光は闇より ; 母・妹・妻 : 女性に与ふ」『盲人たちの自叙伝』 21巻、大空社、1998年3月。ISBN 9784756804396。 NCID BA35500808。全国書誌番号:99024430。

### 編集
- 『ヘレンケラーアルバム』主婦之友社、1948年7月。全国書誌番号:46006226 全国書誌番号:61008316。

### 翻訳
- ホワード・エッチ・ブリントン『創造的礼拝』警醒社、1932年6月。 NCID BN15365905。全国書誌番号:47030950。
- ディキンズ『主イエス様の御生涯』三省堂、1934年3月。 NCID BA45000528。全国書誌番号:46003713 全国書誌番号:47030301。
- ヘレン・ケラー『ヘレン・ケラー自叙伝』千代田書房、1948年8月。 NCID BN12016604。全国書誌番号:46006225 全国書誌番号:48010619。
- ヘレン・ケラー『わたしの生涯』角川書店〈角川文庫〉、1966年9月。 NCID BN11411126。全国書誌番号:66004012。

### 共著
- 岩橋武夫、浜田勝次郎『基督教童話集 微笑の薔薇』一粒社、1933年。全国書誌番号:44019667。
- ヘレン・ケラー、岩橋武夫『往復書簡 日本の障害者福祉の礎となったヘレン・ケラー女史と岩橋武夫』日本ライトハウス、2012年10月。ISBN 9784931076006。 NCID BB12052964。全国書誌番号:22182246。

### 共訳
- ネラー・ブラッディ 著、岩橋武夫・芥川潤 訳『偉大なる教師サリヴァン ヘレン・ケラーの背後に秘められし五十年の血涙記』三省堂、1937年5月。 NCID BN05813409。全国書誌番号:46057307。

## 関連書籍
- 『道ひとすじ-昭和を生きた盲人たち-』（1993年10月、あずさ書店）ISBN 4900354341
- 『そのとき歴史が動いた 世界偉人編』（2007年9月19日、集英社）